# SN 1997dr
SN 1997dr – supernowa odkryta 7 listopada 1997 roku w galaktyce A031849-4428. W momencie odkrycia miała maksymalną jasność 18,70m.